# Пять писем прощания
«Пять писем прощания» — советский цветной художественный широкоэкранный фильм, снятый на киностудии «Арменфильм» режиссёром Юрием Ерзинкяном в 1987 году по литературным материалам Эразма Мелик-Карамяна, его последняя работа в кино.
Премьера состоялась 27 ноября 1988 года.

## Сюжет
Армянский революционер Александр Вермишев становится поэтом и драматургом в 1919 году. Работая в газете «Правда», он стремится участвовать в борьбе за новую Россию и отправляется на фронт в Воронеж, где сталкивается с деникинскими войсками. Вермишев готовит первую пролетарскую пьесу и текст первой красноармейской присяги, надеясь вдохновить солдат. В своих письмах родным он выражает надежды на свободу. Он встречает бывшего царского офицера Воронова, с которым ведет споры о большевистских идеях. Их борьба против белогвардейцев ведёт к трагедии, когда они попадают в плен и ждут расправы.

## В ролях
- Роланд Тер-Макаров — Александр Вермишев
- Аристарх Ливанов — Владимир Воронов
- Анатолий Ромашин — Пётр Савицкий
- Вероника Изотова — Валентина Вермишева
- Рубен Симонов — Ваан Терьян

## Съёмочная группа
- Режиссёр: Юрий Ерзинкян
- Сценарист: Армен Зурабов
- Операторы: Гагик Авакян, Алексей Гамбарян, Владимир Папян
- Композитор: Юрий Арутюнян
- Художник: Рафаэль Бабаян

## Музыка
В фильме звучит музыка в исполнении Оркестра Госкино СССР, дирижёр Дмитрий Атовмян.